# Salvatore Giuliano
Salvatore Giuliano, noto come Il bandito Giuliano, Bannera, Re di Montelepre, detto Turiddu (Montelepre, 16 novembre 1922 – Castelvetrano, 5 luglio 1950), è stato un brigante e terrorista italiano.
A capo di una banda armata, per alcuni mesi sfruttò la copertura dell'EVIS, il braccio armato del Movimento Indipendentista Siciliano attivo a partire dalla fine della seconda guerra mondiale, ma il suo nome resta principalmente legato alla strage di Portella della Ginestra (1º maggio 1947), in cui lui e la sua banda assassinarono undici persone, ferendone altre ventisette.

## Biografia

### Origini e formazione
Figlio di Salvatore Giuliano e di Maria Lombardo (deceduta nel 1971), proveniva da una famiglia di contadini relativamente benestante. Il padre, costretto ad emigrare a Brooklyn, negli Stati Uniti, a più riprese riuscì a comprare diversi terreni nei dintorni di Montelepre, per ritornarvi a occuparsene proprio nell'anno di nascita del figlio Salvatore, per seguirne la coltivazione.
Il giovane Turiddu, finita la terza elementare, lasciò la scuola per aiutare il padre nel suo lavoro in campagna. Per la verità, egli avrebbe preferito dedicarsi al commercio, ma non si sottrasse mai al suo dovere, trovando il tempo per continuare gli studi da privatista. Spesso, infatti, una volta finito il lavoro, si recava dal prete del paese o da un suo ex insegnante.

### Il mercato nero e la latitanza
Durante l'occupazione alleata, Giuliano lavorò come fattorino per la società elettrica di Palermo, ma il 2 settembre 1943 venne fermato a un posto di blocco dei Carabinieri in località Quattro Mulini di Montelepre, mentre trasportava due sacchi di frumento acquistati al mercato nero caricati su un cavallo. Giuliano reagì cercando di eludere il controllo e, armato di una pistola barattata con un soldato jugoslavo in cambio di un fiasco di vino, uccise il giovane carabiniere Antonio Mancino e ferì gravemente l'appuntato Renato Rocchi, dandosi successivamente alla macchia.
Il 23 dicembre, poi, imbattutosi a Montelepre in una perquisizione della sua famiglia (sospettata di dargli asilo), uccise a colpi di mitragliatrice il carabiniere Aristide Gualtieri.

### La banda "Giuliano"
Nel gennaio 1944, dopo aver contribuito all'evasione di numerosi parenti dalle carceri di Monreale, unitamente ad altri detenuti, costituì il primo nucleo della sua banda. In questa fase, la banda Giuliano si occupò soprattutto di rapine e sequestri di persona a scopo di estorsione ai danni di ricchi agricoltori, commercianti e imprenditori, spesso con la complicità di Ignazio Miceli (segnalato dall'autorità giudiziaria come capomafia di Monreale) e Benedetto Minasola (indicato dai Carabinieri come «favoreggiatore della mafia di Monreale»). Questi ultimi agirono in qualità di tesorieri e depositari di numerose persone sequestrate. In quel periodo, inoltre, Giuliano divenne tristemente famoso nei fatti di cronaca nera per la ferocia e la freddezza con cui eliminava i propri avversari, soprattutto uomini delle forze dell'ordine che gli davano la caccia o sospetti confidenti della polizia: secondo stime ufficiali, il numero complessivo delle vittime attribuibili alla banda Giuliano è stato calcolato nell'impressionante cifra di 430.

### Giuliano e la mafia
Secondo la successiva testimonianza del suo sodale Gaspare Pisciotta resa all'autorità giudiziaria, Giuliano partecipò addirittura a una riunione «di alti dignitari della mafia, durante la quale si era provveduto al battesimo del capobanda Giuliano, secondo i riti propri dell'organizzazione criminale». Nei decenni successivi, anche il collaboratore di giustizia Tommaso Buscetta racconterà che il bandito Giuliano gli fu presentato come "uomo d'onore" nel corso di una riunione con il boss di Ciaculli, Salvatore Greco (detto Cicchitieddu); nel 1992 l'altro collaboratore Gaspare Mutolo dichiarerà di aver saputo che «[...] Giuliano era un "uomo d'onore", mentre tutti gli altri appartenenti alla sua banda non lo divennero mai. [...] Non so a quale famiglia fosse affiliato, ma ritengo ovvio che egli appartenesse alla famiglia di Borgetto o di Partinico». Secondo lo storico Francesco Petrotta, l'appartenenza di Giuliano a Cosa nostra è ormai un dato assodato; infatti il bandito e i suoi uomini agivano sotto lo stretto controllo dei vari capi-mafia delle zone in cui operavano: Vincenzo Rimi ad Alcamo, Santo Fleres a Partinico, Domenico Albano a Borgetto, Salvatore Celeste a San Cipirello, Giuseppe Troia a San Giuseppe Jato, Francesco Cuccia a Piana degli Albanesi, Giuseppe Marotta a Castelvetrano ed Ignazio Miceli a Monreale.

### Il ruolo nel Movimento per l’Indipendenza della Sicilia
Nella primavera del 1945, Giuliano incontrò alcuni capi del Movimento Indipendentista Siciliano (tra i quali Concetto Gallo e il figlio del barone Lucio Tasca Bordonaro) e per entrare nell'EVIS, il progettato esercito separatista, chiese dieci milioni di lire che gli furono concessi e la promessa di armi e munizioni. Dopo questi accordi, Giuliano incominciò la guerriglia contro le autorità, compiendo imboscate e assalti alle caserme dei Carabinieri di Bellolampo, Pioppo, Montelepre e Borgetto, alcune delle quali furono anche occupate. In questo periodo, la propaganda indipendentista riuscì a costruire attorno a Giuliano un'immagine da Robin Hood, arrivando anche a minimizzare e a giustificare i crimini compiuti dal bandito e dai suoi compagni.
Per contrastare la guerriglia separatista, il 29 settembre 1945, col decreto legislativo luogotenenziale n. 916 del principe Umberto di Savoia, fu costituito l'Ispettorato generale di Pubblica Sicurezza in Sicilia, con una forza di 1 123 elementi, di cui 760 dell'Arma dei Carabinieri e il resto del Corpo delle Guardie di Pubblica Sicurezza, e al comando di un ispettore generale di P.S., Ettore Messana, alle dirette dipendenze del Ministero dell'interno.
Nel gennaio 1946 la banda Giuliano attaccò la sede della Radio di Palermo. Nello stesso anno il Movimento Indipendentista Siciliano decise di entrare nella legalità e di partecipare alle elezioni per l'Assemblea Costituente della Repubblica Italiana. Il separatismo decrebbe con il riconoscimento dello statuto speciale siciliano concesso dal re Umberto II all'isola nel maggio 1946, diciassette giorni prima del referendum istituzionale del 2 giugno che trasformerà l'Italia in Repubblica, e divenne parte integrante della Costituzione italiana (legge costituzionale n. 2 del 26 febbraio 1948).
Con l'amnistia del 1946 per i reati politici, i separatisti lasciarono la banda di Giuliano, che continuò a compiere sequestri di persona e attacchi contro le caserme dei Carabinieri e le leghe contadine. Le imprese di Salvatore, da allora, furono trasmesse all'opinione pubblica non più come azioni di guerriglia, ma come veri e propri atti di criminalità comune, compresi i rapimenti.

### Il ruolo nella strage di Portella della Ginestra

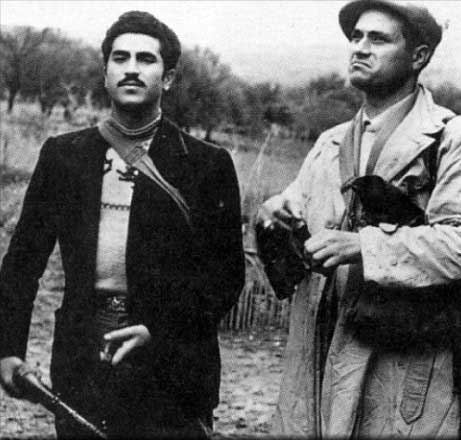
Gaspare Pisciotta e Salvatore Giuliano.

Il 24 aprile 1947, Giuliano e i suoi luogotenenti, nonostante fossero ricercati, parteciparono al matrimonio della sorella Mariannina con un gregario della banda, Pasquale Sciortino, che fu celebrato da padre Di Bella (ex cappellano dell'EVIS), nella casa del bandito a Montelepre. Il 27 aprile successivo, Sciortino consegnò a Giuliano una lettera dal contenuto misterioso, che il bandito lesse in disparte e poi si affrettò a bruciarla. La sera stessa, disse ai suoi uomini: «L’ora della nostra liberazione è arrivata», incaricandoli di radunare una squadra per andare a sparare sui manifestanti che si sarebbero riuniti il 1º maggio seguente in località Portella della Ginestra, nei pressi di Piana degli Albanesi e San Giuseppe Jato, per festeggiare la festa dei lavoratori e la vittoria della coalizione tra PSI e PCI, riunita nel Fronte Democratico Popolare (o "Blocco del Popolo"), nelle recenti elezioni per l'Assemblea Regionale Siciliana, dove aveva conquistato 29 rappresentanti su 90 (con il 29% circa dei voti).
La mattina del 1º maggio, la banda Giuliano si appostò sul vicino monte Pelavet ed incominciò a sparare sulla folla di duemila lavoratori, in prevalenza contadini, che si erano riuniti nella vallata di Portella della Ginestra: le raffiche di mitra si protrassero per circa un quarto d'ora, uccidendo undici persone (tra cui tre bambini) e ferendone altre ventisette. Nelle due giornate del 22 e 23 giugno successivo, la banda Giuliano devastò con mitra, molotov e bombe a mano le sedi delle leghe contadine del PCI di Monreale, Carini, Cinisi, Terrasini, Borgetto, Pioppo, Partinico, San Giuseppe Jato e San Cipirello, provocando in tutto due morti e numerosi feriti: sui luoghi degli attentati vennero lasciati dei volantini firmati dallo stesso bandito che incitavano la popolazione a ribellarsi al comunismo.
Pochi giorni dopo la strage di Portella della Ginestra, Giuliano rilasciò un'intervista al giornalista statunitense Michael Stern, che riuscì a raggiungerlo nel suo rifugio sui monti di Montelepre, dove lo fotografò: in quell'occasione il bandito consegnò all'inviato una lettera per il presidente Harry Truman, in cui chiedeva aiuti e armi per l'indipendenza della Sicilia, proponendo un'annessione agli Stati Uniti.

### Gli ultimi anni e la morte

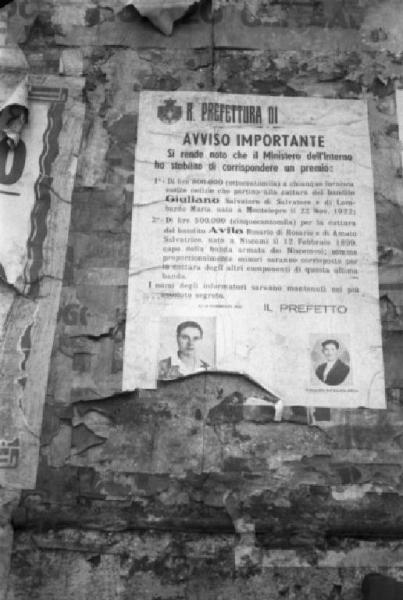
Monreale, manifesto del Ministero dell'Interno annuncia la taglia per la cattura dei banditi Salvatore Giuliano e Rosario Avila, fotografia di Federico Patellani, 1946

Consapevole di essere divenuto ormai scomodo a tanti che lo avevano sostenuto, Giuliano cominciò a fare una serie di allusioni sui rapporti da lui intrattenuti con noti esponenti politici, tra cui l'onorevole Mario Scelba, citato in una lettera inviata da Giuliano al quotidiano l'Unità nel 1948. Contemporaneamente la banda Giuliano uccise Santo Fleres (indicato dall'autorità giudiziaria come capomafia di Partinico): secondo le indagini dei carabinieri dell'epoca, si trattò di un regolamento di conti tra la banda Giuliano e i mafiosi, per via della mancata spartizione di un riscatto proveniente da un sequestro di persona ma prove emerse successivamente dimostrarono che il movente dell'omicidio Fleres maturò nel contesto di dissidi con la banda Labruzzo-Cassarà, altra organizzazione di banditi operante nel palermitano che, in passato, era stata una costola della banda Giuliano.
Sempre in questo periodo, per via del clamore mediatico scatenato dalle gesta del bandito, una giovane e disinvolta giornalista svedese, Maria Cyliacus, si recò più volte a intervistare il bandito. Costei passò diverso tempo con lui, ne rimase piuttosto affascinata e lo descrisse nei suoi articoli con toni romantici. L'opinione pubblica italiana subito pensò a una relazione amorosa stabilitasi tra i due e, per mettere a tacere queste voci, il governo italiano decise infine, nel 1949, di espellere la giovane donna straniera. Nello stesso anno il giornalista Jacopo Rizza realizzò uno scoop per il settimanale Oggi: si recò in Sicilia con un fotografo e un cineoperatore e, con la mediazione del boss mafioso Giuseppe Marotta, riuscì ad incontrare Giuliano in una stalla di Salemi, intervistandolo con relative fotografie e riprese insieme al suo luogotenente Gaspare Pisciotta.
Nell'estate del 1949 furono perpetrati altri attacchi: il 2 luglio ci fu la strage di Portella della Paglia, in cui morirono cinque agenti di Polizia, e il 19 agosto quella di Bellolampo-Passo di Rigano, sempre da parte del bandito Giuliano; in quest'ultimo eccidio persero la vita sette carabinieri, mentre altri undici rimasero feriti, tra cui il colonnello Ugo Luca. Pochi giorni dopo, il Ministero dell'interno decise la soppressione dell'Ispettorato generale di Pubblica Sicurezza in Sicilia e costituì il Comando forze repressione banditismo, con lo stesso Luca al comando.
Perciò l'ispettore generale di Pubblica Sicurezza Ciro Verdiani venne esonerato ma continuò ad occuparsi di Giuliano (per scopi mai chiariti), stabilendo con lui una corrispondenza attraverso la mediazione del boss mafioso Ignazio Miceli. È accertato un incontro di Verdiani con Giuliano accompagnato da Gaspare Pisciotta avvenuto nella casa di Giuseppe Marotta a Castelvetrano il 23 dicembre del 1949 alla presenza dei mafiosi Nino ed Ignazio Miceli di Monreale e Domenico Albano di Borgetto: lo scopo dell'incontro voluto da Verdiani era quello di rabbonire i banditi con la promessa di intervenire presso il Procuratore generale di Palermo Emanuele Pili al fine di ottenere la libertà provvisoria per la madre di Giuliano. Da una lettera inviata da Giuliano a Verdiani risulta che il bandito poi effettivamente incontrò il procuratore Pili: “… e se egli vuole parlarmi sono pronto a incontrarlo di nuovo, mi farebbe piacere perché sarebbe di grande conforto”. In una lettera, Verdiani rivelò a Giuliano che Pisciotta era diventato confidente del Comando forze repressione banditismo.
Il Comando forze repressione banditismo non esitò a servirsi delle soffiate di elementi mafiosi (in particolare Ignazio Miceli, Benedetto Minasola e Domenico Albano) per arrivare alla cattura di numerosi membri della banda Giuliano (Castrense Madonia, Frank Mannino e Nunzio Badalamenti) mentre altri furono eliminati nel corso di conflitti a fuoco (Rosario Candela, Salvatore Pecoraro e Giuseppe Labbruzzo).
Il 5 luglio 1950 il ventisettenne Giuliano venne ritrovato morto nel cortile della casa di un avvocato di Castelvetrano: un comunicato del Comando forze repressione banditismo annunciò ufficialmente che era stato ucciso in un conflitto a fuoco avvenuto la notte precedente con un reparto di Carabinieri alle dipendenze del capitano Antonio Perenze, un ufficiale del colonnello Luca. Sin dall'inizio, apparvero però diverse incongruenze nella versione degli inquirenti sulla fine del bandito.

### Le inchieste ed il processo

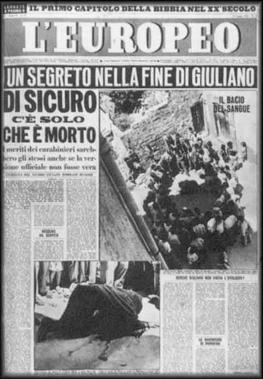
La prima pagina de L'Europeo del 16 luglio 1950 con il celebre articolo di Tommaso Besozzi che metteva in dubbio la versione ufficiale sulla morte di Giuliano.

Il giornalista de L'Europeo Tommaso Besozzi pubblicò un'inchiesta sull'uccisione di Giuliano dal titolo Di sicuro c'è solo che è morto, nella quale mise in luce le incongruenze della versione data dai carabinieri sulla morte del bandito mentre un altro articolo di Nicola Adelfi sempre pubblicato sull'Europeo indicò come assassino di Giuliano il suo sodale Gaspare Pisciotta.
Durante le udienze del processo per il massacro di Portella della Ginestra tenutosi a Viterbo, Pisciotta confermò la sua responsabilità nell'omicidio di Giuliano e incolpò anche i deputati monarchici Gianfranco Alliata di Montereale, Tommaso Leone Marchesano, Giacomo Cusumano Geloso e i democristiani Bernardo Mattarella e Mario Scelba di essere i mandanti della strage di Portella, dichiarando che costoro incontrarono Giuliano per mandarlo a sparare sulla folla. Tuttavia la Corte d'Assise di Viterbo dichiarò infondate le accuse di Pisciotta poiché il bandito aveva fornito nove diverse versioni sui mandanti politici della strage; come emerso dalla sentenza del processo di Viterbo, Pisciotta divenne confidente del Comando forze repressione banditismo (che gli fornì una tessera di riconoscimento che gli permetteva di circolare liberamente) e Giuliano fu da lui ucciso nel sonno nella casa di Castelvetrano dove si nascondeva; il cadavere sarebbe poi stato trasportato nel cortile della casa stessa, dove gli uomini del colonnello Luca e del capitano Perenze inscenarono una sparatoria per permettere a Pisciotta di fuggire e continuare così la sua opera di confidente sotto copertura. Successivamente nel 1954 Pisciotta fu avvelenato nel carcere dell'Ucciardone dopo aver bevuto del caffè con della stricnina.

La tomba di Salvatore Giuliano nel cimitero di Montelepre

Nello stesso anno, il ministro Scelba nominò una commissione ministeriale d'inchiesta composta da tre generali di corpo d'armata con l'incarico di valutare l'operato del colonnello Luca in relazione alla morte di Giuliano, la quale concluse che l'ufficiale non avrebbe violato “le leggi dell’onore militare e le norme della disciplina militare”. Sempre nel 1954 si concluse il procedimento penale relativo alla morte di Giuliano aperto presso la sezione istruttoria della Corte d'appello di Palermo: per due degli imputati, Pisciotta e Verdiani, il reato era dichiarato estinto perché morti (entrambi in circostanze mai chiarite) e i quattro imputati viventi, il capitano Antonio Perenze, un brigadiere e due carabinieri, erano accusati di favoreggiamento, di falso ideologico e di falsa testimonianza; la sentenza dichiarava di non doversi procedere contro Perenze perché il reato di favoreggiamento era estinto per amnistia, per falsità ideologica in atto pubblico perché “persona non punibile per avere agito in stato di necessità” e di non doversi procedere anche per gli altri imputati in quanto si sarebbero limitati ad obbedire agli ordini del loro superiore.

## Controversie

### Il dibattito sulla morte
Sulla morte di Giuliano esistono almeno cinque differenti versioni ed è stata oggetto di segreto di Stato fino al 2016. Il ricercatore storico Giuseppe Casarrubea sostenne addirittura che il Giuliano morto in Sicilia fosse un sosia e che il vero Salvatore era stato fatto fuggire all'estero e poi ucciso anni dopo in un bar di Napoli, con un caffè al cianuro. Casarrubea chiese alla Procura di Palermo di riaprire la bara tumulata nella cappella della famiglia Giuliano a Montelepre per accertarne l'identità. La riesumazione avvenne il 28 ottobre 2010 ma l'esame del DNA e gli accertamenti medico-legali confermarono che i resti sepolti nella tomba della famiglia Giuliano appartenevano realmente al bandito e quindi l'inchiesta venne archiviata.

### Presunti legami con il nazifascismo
Nei primi anni 2000, la ricerca portata avanti dagli storici Giuseppe Casarrubea, Mario J. Cereghino e Nicola Tranfaglia sulla base di documenti desecretati dei servizi segreti inglesi e americani, ha ipotizzato un legame tra Giuliano e gruppi nazi-fascisti, tra cui spiccava la Xª Flottiglia MAS di Junio Valerio Borghese, che operavano dietro le linee nemiche per rioccupare le zone conquistate dagli Alleati, a cui si sarebbero aggiunti successivamente l'Office of Strategic Services (OSS, i servizi segreti americani antesignani della CIA) e il Servizio informazioni militare (SIM) italiano per organizzare la reazione ad un'eventuale conquista del potere da parte dei comunisti. Giuliano avrebbe fatto parte di questa rete di spionaggio nazi-fascista fin dall'inizio della sua latitanza nel 1943, quando si sarebbe messo sotto l'ala protettiva del principe Valerio Pignatelli e della moglie Maria Elia De Seta Pignatelli, capi ed organizzatori di questa rete, e poi sarebbe stato arruolato addirittura nella Xª MAS, che lo inviò in missione in Sicilia con l'incarico di formare una banda con funzioni di guerriglia: la stessa strage di Portella della Ginestra sarebbe stata organizzata con l'assenso e il supporto logistico (armi, equipaggiamenti ed uomini) di questa rete, finita nel frattempo sotto il controllo dell'OSS, guidato da James Jesus Angleton in funzione anti-comunista.
Tuttavia l'ipotesi di Giuliano quale agente nazi-fascista è stata aspramente contestata dagli storici Francesco Petrotta, Francesco Renda e Giuseppe Carlo Marino, i quali la ritengono una forzatura storica basata su un'errata interpretazione dei documenti esaminati da Cereghino e Tranfaglia.

## Nella cultura di massa

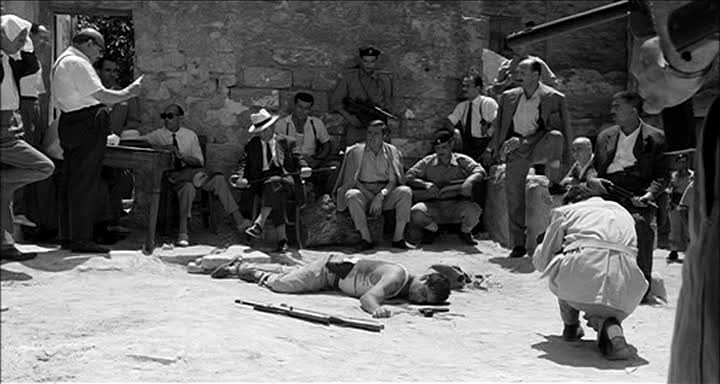
La scena del ritrovamento del cadavere di Salvatore Giuliano a Castelvetrano dall'omonimo film di Francesco Rosi (1962)

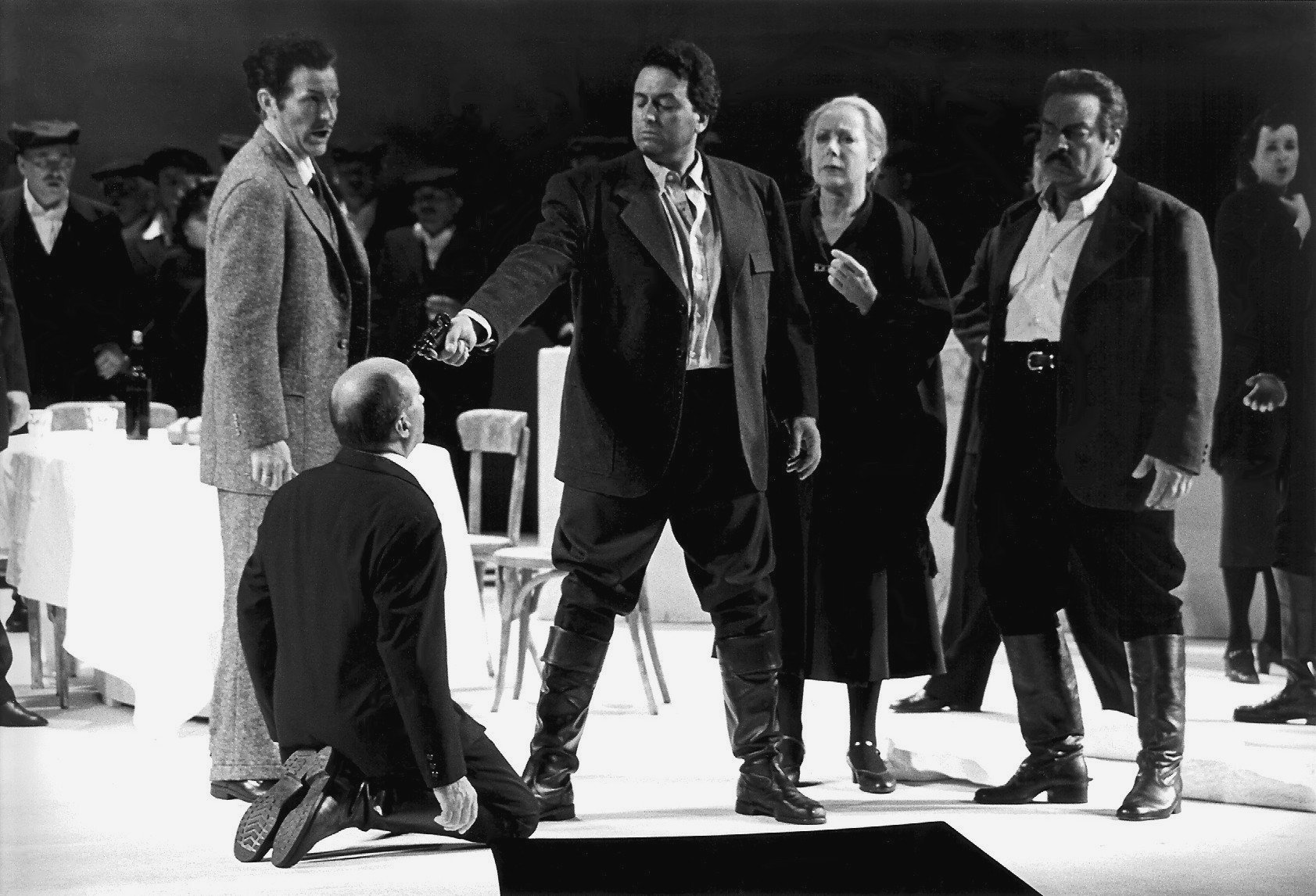
Scena dell'opera Salvatore Giuliano di Lorenzo Ferrero, Staatstheater di Kassel (1996)

### Cinema
- I fuorilegge, regia di Aldo Vergano (1950)
- Morte di un bandito, regia di Giuseppe Amato (1961)
- Salvatore Giuliano, regia di Francesco Rosi (1962)
- Il siciliano, regia di Michael Cimino (1987)
- Don Salvatore - L'ultimo siciliano, regia di Joe D'Amato (1995)
- Segreti di Stato, regia di Paolo Benvenuti (2003)
- Il Padrino del bandito Giuliano, regia di Ieva Lykos (2017)

### Musica
- Turi Giuliano, album di Orazio Strano.
- La storia di Turi Giuliano, album di Ciccio Busacca.
- La vera storia di Salvatore Giuliano, album di Vito Santangelo, 1963.
- Salvatore Giuliano, opera di Lorenzo Ferrero, 1986
- Ricordo di Giuliano, canzone di Brigantony, dall'album Cò filter, 1990
- Salvatore Giuliano, musical di Dino Scuderi, 2011
- Bandito, musical di Takarazuka Revue, 2015
- Salvatore Giuliano, musical di Dino Scuderi, 2016

### Letteratura
- Il Siciliano, di Mario Puzo, Random House Publishing Group, New York, 1984.
- Due siciliani. Giuliano e Sataliviti tra mafie e potentati, di Benny Antonini, casa editrice Libridine, 2006.[30]

### Teatro
- Salvatore Giuliano, vita di una rosa rossa, scritto da Antonio Massari. Diretto e interpretato da Carmelo Bene. Con L. Mezzanotte, L. Mancinelli, C. Tatò. Roma, Teatro Beat 72